# Odalengo Piccolo
Odalengo Piccolo (Audalengh Cit en piemontès) és un municipi situat al territori de la província d'Alessandria, a la regió del Piemont (Itàlia).
Limita amb els municipis d'Alfiano Natta, Castelletto Merli, Cerrina Monferrato, Odalengo Grande i Villadeati.